# Qalaqayın
Qalaqayın (auch Galagain und Kalagayny) ist ein Dorf in Aserbaidschan. Mit 7489 Einwohnern steht Qalaqayın auf Platz 2 der bevölkerungsreichsten Gemeinden im Rayon Sabirabad. Nur Sabirabad als Verwaltungszentrum des Rayons hat mehr Einwohner.